# 金森近供
金森 近供（かなもり ちかとも、慶安3年（1653年） - 享保16年7月7日（1731年8月9日））は、江戸時代の大名金森家の分家で飛騨国高原郷3千石の金森左京家第3代当主。飛騨高山藩第4代藩主金森頼直の次男で、明暦元年（1655年）に叔父の金森重直の養子として名跡を継いだ。幼名仙千代。元服して初名直友と名乗る。左京亮。兄は第5代藩主金森頼業、弟に権之助、直清、重矩。室は古河藩主土井利隆の娘。子女に百助（早世）、近舒（ちかゆき）、本多忠知（本多忠周養子）、駒之助（養子。金森頼旹の子）、可英（養子。金森可沢の子）。
兄の高山藩第5代藩主金森頼業が没した時、甥の第6代藩主金森頼旹がまだ2歳であった為、成人になるまで後見をしこれをよく補佐した。越中富山藩との境界争いを勝訴に導くなど内政を束ね、政治手腕に長けていた人物であったという。
次男の近舒、養子の駒之助（頼旹の六男）と先立たれ、金森可沢の次男の可英を養子として後継とした。